# Wahl
Wahl é uma comuna do Luxemburgo, pertence ao distrito de Diekirch e ao cantão de Redange.

## Demografia
Dados do censo de 15 de fevereiro de 2001:
- população total: 700
  - homens: 346
  - mulheres: 354

- densidade: 35,46 hab./km²
- distribuição por nacionalidade:

| Nacionalidade  | População | %      |
| -------------- | --------- | ------ |
| luxemburgueses | 595       | 85,00% |
| estrangeiros   | 105       | 15,00% |
| - portugueses  | 21        | 3,00%  |
| - franceses    | 6         | 0,86%  |
| - italianos    | 2         | 0,29%  |
| - belgas       | 16        | 2,29%  |
| - alemães      | 13        | 1,86%  |
| - iuguslavos   | 31        | 4,43%  |
| - outros       | 16        | 2,29%  |

- Crescimento populacional:

| Ano        | População |
| ---------- | --------- |
| 15/02/2001 | 700       |
| 01/01/2002 | 707       |
| 01/01/2003 | 740       |
| 01/01/2004 | 731       |
| 01/01/2005 | 748       |